# Palpomyia semiermis
Palpomyia semiermis är en tvåvingeart som beskrevs av Maurice Emile Marie Goetghebuer 1914. Palpomyia semiermis ingår i släktet Palpomyia och familjen svidknott. Inga underarter finns listade i Catalogue of Life.